# サヴァラン

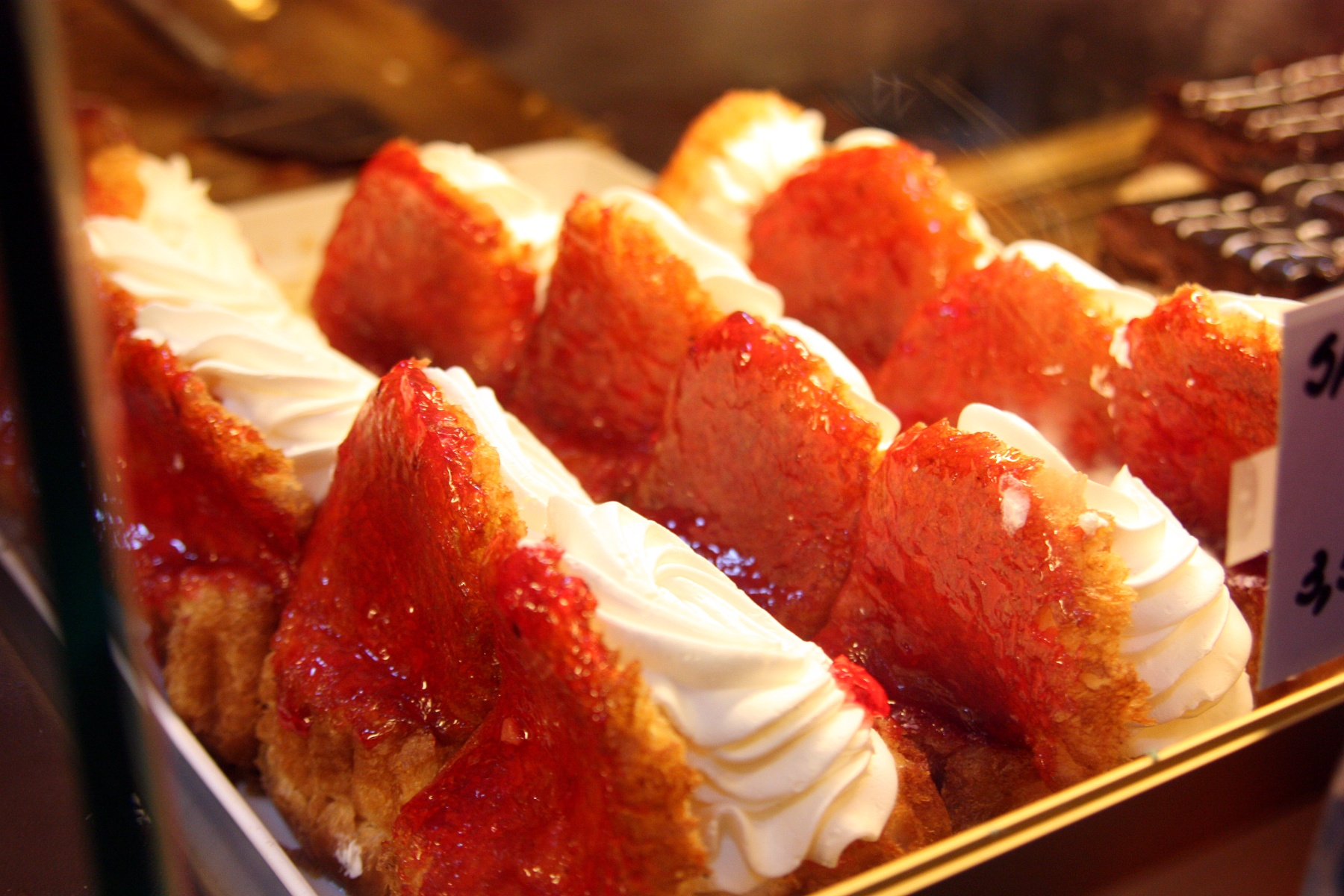
サヴァラン

サヴァラン (savarin) は、フランスの焼き菓子。

## 概要
ブリオッシュを切って紅茶味のシロップを染み込ませて冷やし、ラム酒やキルシュをかけて生クリームや果物で飾りつけたものである。またはブリオッシュ生地を直径18 - 23センチメートルのドーナツ形の型に入れて発酵させてから焼き、キルシュ風味のシロップをしみ込ませたものである。
円形のサヴァランは、シロップをしみ込ませた後、上に熱したアンズのジャムを刷毛で塗り、スライスアーモンド、果物やハーブの砂糖漬け（マラスキーノ・チェリー、アンゼリカなど）、イチゴやラズベリーで飾る。中央の穴にはクレーム・シャンティイ、カスタード系のクリーム（フランジパーヌやクレーム・サントノーレなど）、または果物を詰める。中央に果物を詰める場合は、サヴァランの上部の飾りも果物にし、サヴァランの周りにも果物を盛りつける。

## 由来
元々はフランス菓子の一種、サントノーレの生みの親ともいわれるパティシエ、オーギュスト・ジュリアンの考案による菓子であり、「ババ」と呼ばれていたが、フランスの有名な食通、ブリア＝サヴァランにちなみ改名された。
ただフランスやベルギーの洋菓子店などでは、ババ・オ・ロム (baba au rhum) というのが一般的であり、これはポーランド王スタニスワフ・レシチニスキがクグロフという菓子にラム酒をかけて食したことから生まれた、アリ・ババという菓子に由来する。

## 詰める果物
サヴァランに詰める果物には、次のようなものが使われる。
- マセドワーヌ・ド・フリュイ (macédoine de fruits)
  - 生、シロップ煮、または缶詰のサクランボ、ナシ、アンズ、パイナップルなどを刻んで混ぜ合わせたもの
- 砂糖とキルシュをふりかけたイチゴやラズベリー
- 赤ワイン風味のシロップで煮たサクランボ

## バリエーション
サヴァラン・シャンティイ (savarin chantilly)
クレーム・シャンティイを詰めたサヴァラン。
プティ・サヴァラン (petit savarin)
直径5.5 - 10センチメートルの小型のサヴァラン。中央の詰め物はしないこともある。中央に詰めものをしたプティ・サヴァランをデザート皿にのせて供する予定がない場合は、薄く焼いた円形のサブレにアンズのジャムを溶いて刷毛で塗り、その上にサヴァランをのせることが多い。